# Фернандес, Лео (хоккеист на траве)
Лео Сириако Диаго Фернандес (англ. Leo Ciriaco Diago Fernandes, 18 июня 1942, Гоа, Британская Индия) — кенийский хоккеист (хоккей на траве), нападающий.

## Биография
Лео Фернандес родился 18 июня 1942 года в индийском Гоа.
Играл в хоккей на траве за Гоанский институт из Найроби.
В 1964 году вошёл в состав сборной Кении по хоккею на траве на Олимпийских играх в Токио, занявшей 6-е место. Играл на позиции нападающего, провёл 7 матчей, забил 1 мяч в ворота сборной Нидерландов.
В 1968 году вошёл в состав сборной Кении по хоккею на траве на Олимпийских играх в Мехико, занявшей 8-е место. Играл на позиции нападающего, провёл 10 матчей, забил 1 мяч в ворота сборной Франции.
В 1972 году вошёл в состав сборной Кении по хоккею на траве на Олимпийских играх в Мюнхене, занявшей 13-е место. Играл на позиции нападающего, провёл 7 матчей, мячей не забивал.

## Семья
Младший брат Лео Фернандеса Хилари Фернандес (род. 1937) также играл за сборную Кении по хоккею на траве, участвовал в летних Олимпийских играх 1960, 1964 и 1968 годов.